# Guildford (stacja kolejowa w Surrey)
Guildford (ang. Guildford railway station) – stacja kolejowa w Guildford, w hrabstwie Surrey, w Anglii, w Wielkiej Brytanii. Znajduje się 30,3 mil (48 km) do London Waterloo.
Jest węzłem kolejowym dla trzech linii kolejowych: North Downs Line na północ w kierunku Reading, oraz połączenie z Aldershot, ta sama linia na wschód do Redhill, New Line Guildford, alternatywna trasa do Waterloo, przez Cobham lub Epsom. Jest to jedna z dwóch stacji w Guildford, druga to London Road (Guildford), na New Line Guildford.
Przewoźnikiem zarządzającym stacją jest South West Trains, a obsługują ją także First Great Western oraz Southern. 

## Historia
Stacja została otwarta przez London and South Western Railway (LSWR) w dniu 5 maja 1845 r., ale znacznie powiększona i przebudowana w 1880 roku.
Reading, Guildford and Reigate Railway otworzyło swoje usługi w dniu 4 lipca 1849 roku, i był obsługiwany przez South Eastern Railway. LSWR rozpoczęło obsługę do Farnham przez Tongham w dniu 8 października 1849 roku i New Guildford Line do Leatherhead i Epsom Downs w dniu 2 lutego 1885 roku. Na tej ostatniej linii jest inna stacja Guildford: London Road.
Stacja Guildford była również stacją końcową (teraz zamkniętej) Cranleigh Line wybudowanej przez London, Brighton and South Coast Railway, która została otwarta 2 października 1865 i zamknięte prawie sto lat później w dniu 12 czerwca 1965 roku. Ta linia biegła do Horsham przez Cranleigh, Rudgwick i Christ's Hospital.
Na przełomie 2008/09 z usług stacji skorzystało 8,115 mln pasażerów.